# Ratusz w Siemianowicach Śląskich
Ratusz w Siemianowicach Śląskich – zabytkowy ratusz, obecnie jest siedzibą władz Miasta Siemianowice Śląskie, położony przy ul. Jana Pawła II 10 w dzielnicy Centrum.
Budynek powstał w 1904 roku według projektu Johannesa Seifferta. Wzniesiono go w stylu eklektycznym z elementami neorenesansowymi i neobarokowymi jako obiekt czterokondygnacyjny z podpiwniczeniem. Został kilkukrotnie rozbudowany, a w 2010 roku ukończono prace nad renowacją elewacji zewnętrznej. Mieści się w nim część jednostek Urzędu Miasta Siemianowice Śląskie, w tym gabinety: Prezydenta Miasta, Sekretarza Miasta i Skarbnika Miasta. Odbywają się tu także sesje Rady Miasta Siemianowice Śląskie.

## Historia

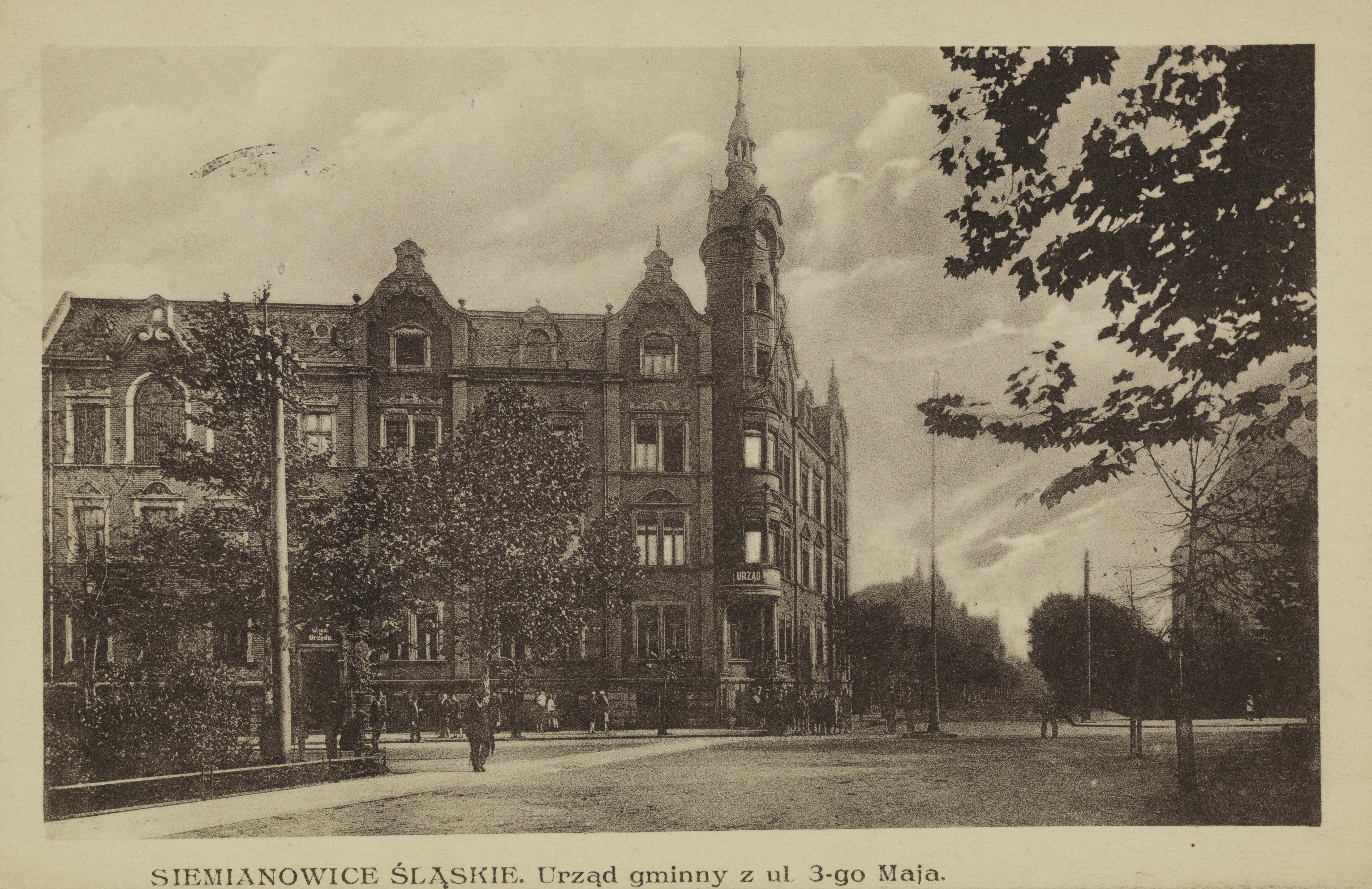
Gmach siemianowickiego ratusza w 1929 roku, od strony placu Wolności

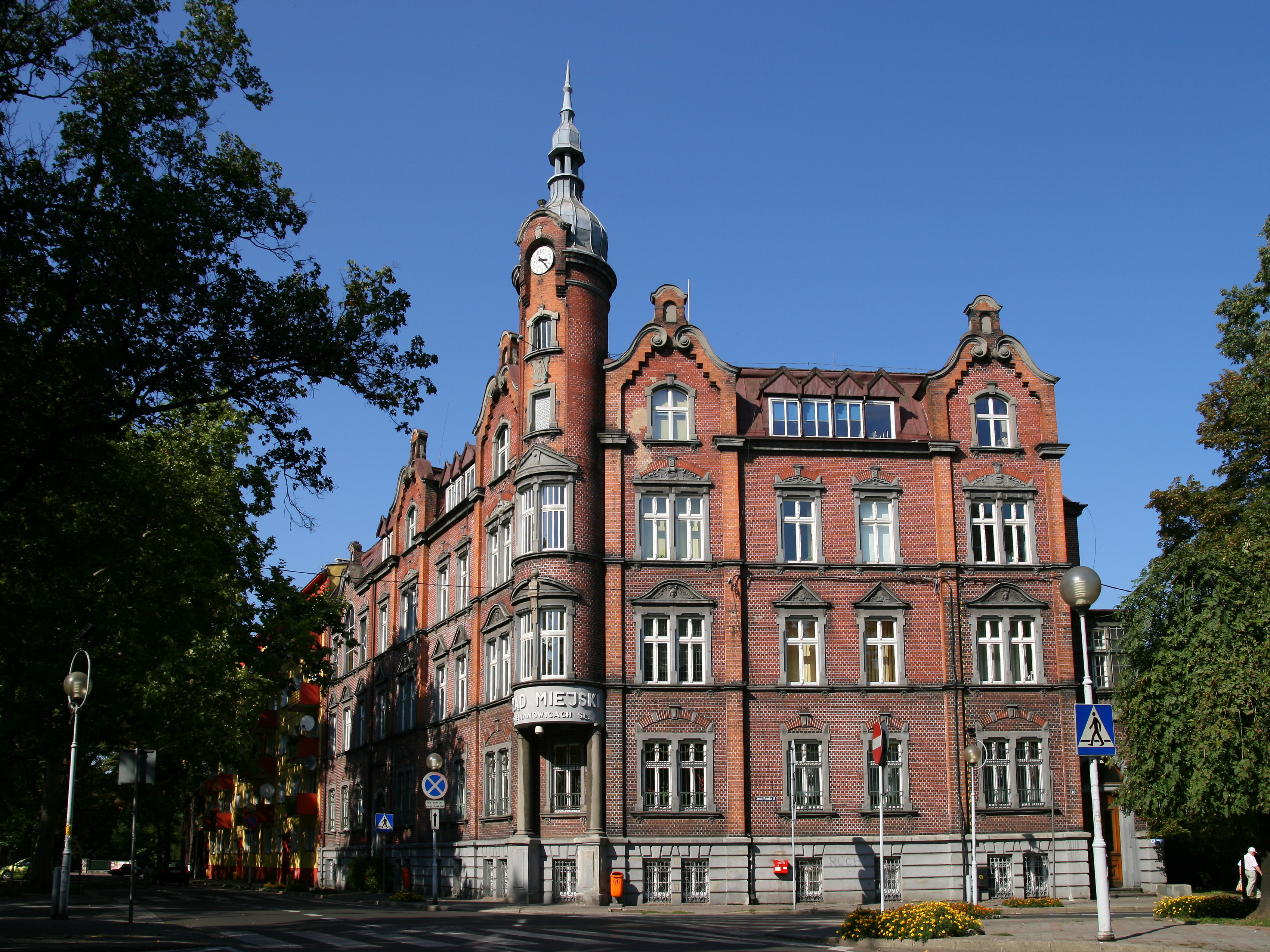
Ratusz w 2008 roku – przed remontem elewacji zewnętrznej

Gmach ratusza gminy Siemianowice został ukończony w 1904 roku (data ta jest również wyryta na wykuszu nad oknem pierwszego piętra). Projekt sporządzony został w latach 1902–1903 przez budowniczego miejskiego – Johannesa Seifferta. W tym czasie gmach był przewidziany na siedzibę władz gminy Siemianowice. Został on zlokalizowany przy ówczesnym Neuer Marktplatz (obecnie plac Wolności), na rogu nowo wytyczonych ulic: Friedrichstrasse (obecnie ulica Z. Krasińskiego) i Hohenzollernstrasse (obecna ulica Jana Pawła II).
Na parterze budynku swoje gabinety mieli pierwotnie naczelnik urzędu oraz sekretarz, znajdowały się tam także biblioteka, registratura, straż miejska, urząd dzielnicowy, urząd stanu cywilnego, urząd meldunkowy, urząd skarbowy oraz inne urzędy i wydziały. Na wyższych piętrach urządzono m.in. mieszkanie burmistrza, natomiast w podziemiach kuchnię i cztery cele więzienne.
Po połączeniu gmin Siemianowice i Huta Laura w 1923 roku, w latach 1923–1925 roku gmach siemianowickiego ratusza został powiększony. W tym czasie na piętrze powstała duża sala posiedzeń Rady Miejskiej ozdobiona witrażami, na parterze zaś ulokowano nowe pokoje biurowe. Nową część dobudowano od strony ulicy Zygmunta Krasińskiego. Urzędnicy z laurahuckiego ratusza do gmachu siemianowickiego magistratu zostali przeniesieni w 1925 roku.
W czasie II wojny światowej zamurowano środkowe okno w sali powiedzeń Rady Miasta, co uchroniło witraż przez zniszczeniem.
Z uwagi na zwiększenie liczby urzędników, w 1950 roku poddasze zaadaptowano na cele biurowe; projekt adaptacji wykonał inżynier Tadeusz Okoń. W tym czasie planowano także budowę trzech pięciokondygnacyjnych budynków dla robotników na zlecenie Dyrekcji Budowy Osiedli Robotniczych w Katowicach, z czego dwa miały przylegać do siemianowickiego ratusza. Wschodnie skrzydło ratusza również miało być przebudowane. W ramach przebudowy, zaplanowanej na lata 1957–1959, zamierzano wyburzyć przeszklony balkon oraz wejście od strony obecnej ulicy Jana Pawła II, a w jej miejscu projektowano budowę warsztatu, garażu i ośmiu pokoi biurowych. Ostatecznie nie przystąpiono do realizacji obydwu inwestycji.
Gmach siemianowickiego ratusza 12 czerwca 1987 roku został wpisany do rejestru zabytków. W 1995 roku powstał projekt nowego wystroju ratuszowej sali – zastosowano niskie stoliki ze szklanymi blatami w formie łuku odcinkowego oraz niskie, głębokie siedziska. W 2010 roku zostały ukończone prace modernizacyjne elewacji zewnętrznej siemianowickiego ratusza, a w przeciągu poprzednich kilku lat odnowiono także znajdujące się wewnątrz gmachu korytarze.

## Charakterystyka

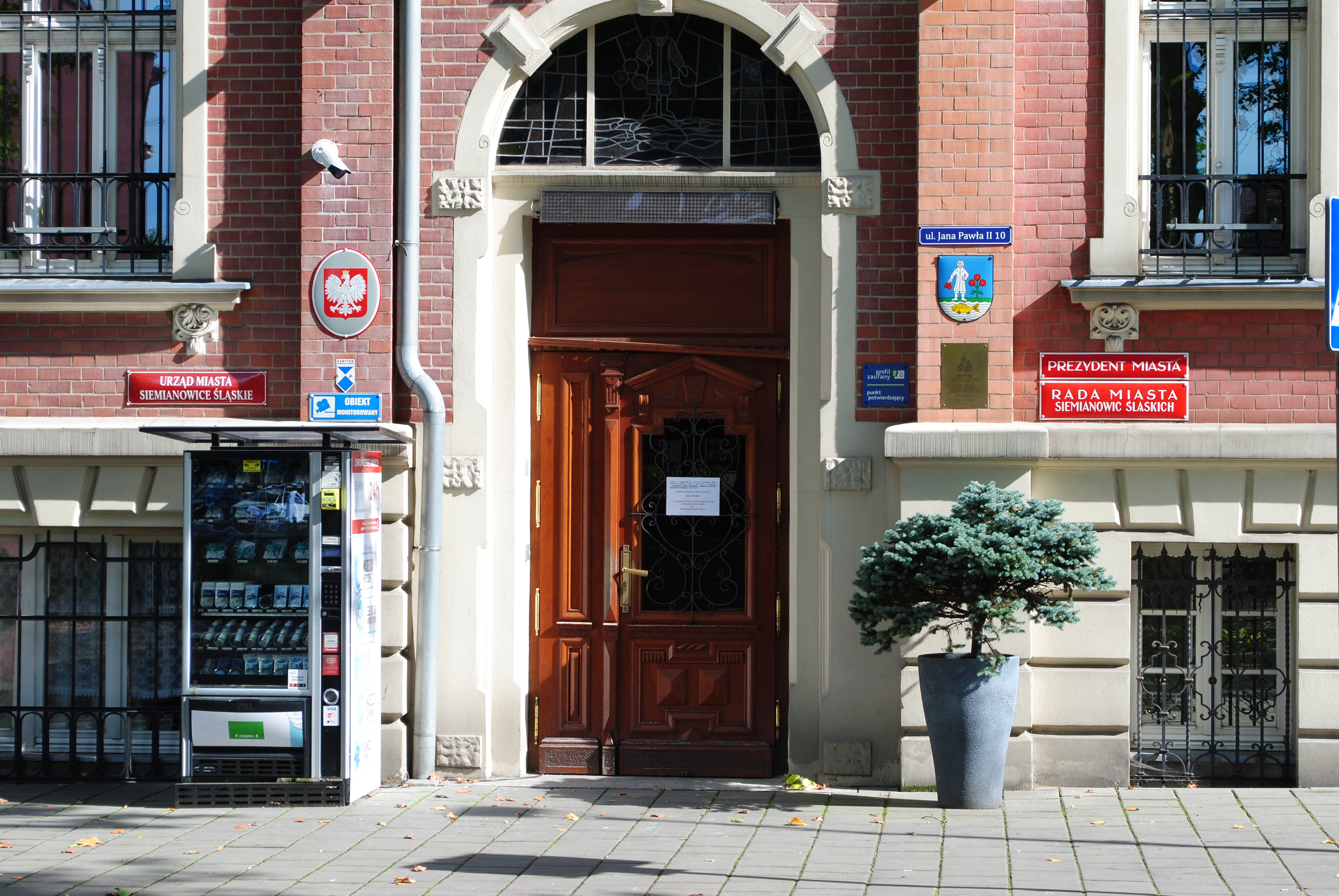
Główne wejście do ratusza

Ratusz zlokalizowany jest przy ulicy Jana Pawła II 10 w Siemianowicach Śląskich, w granicach dzielnicy Centrum. Gmach stanowi siedzibę Gminy Siemianowice Śląskie. Działa tu część jednostek Urzędu Miasta Siemianowice Śląskie, a spośród nich swoją siedzibę ma tu m.in. Prezydent Miasta oraz jego zastępcy, Sekretarz Miasta i Skarbnik Miasta. Ratusz jest także siedzibą Rady Miasta Siemianowice Śląskie.
Ratusz z 1904 roku powstał w stylu eklektycznym z elementami neorenesansu i neobaroku. Budynek z cegły, czterokondygnacyjny, z poddaszem użytkowym oraz podpiwniczeniem. Mansardowy dach jest kryty papą (dawniej łupkiem). Elewacja ratusza jest rozczłonkowana ceglanymi lizenami ujmującymi węższe partie ścian, w których wbudowano zdwojone okna w ozdobnych obramieniach, w cokole zaś elewacja pokryta jest tynkowanym boniowaniem. Okna są prostokątne i w zwieńczeniach zostały zakończone łukiem odcinkowym. Główne wejście ozdobione półokrągłym portalem z witrażem przedstawiającym herb Siemianowic Śląskich znajduje się od strony ulicy Zygmunta Krasińskiego.
Charakterystycznym elementem ratusza jest znajdujący się w narożniku wykusz w formie cylindrycznej wieży z herbem Siemianowic Śląskich i zegarem, przykryty baniastym hełmem z latarnią i iglicą. Wieża ta przechodzi przez trzy kondygnacje, począwszy od drugiej. Herb na wieży ratuszowej przedstawiony jest w starej wersji, w której rybak trzyma w prawej ręce kufel.
W godzinach nocnych ratusz jest oświetlony za pomocą reflektorów oraz lamp.
Reprezentacyjne pomieszczenia pierwotnie zdobiła drewniana boazeria. W sali posiedzeń znajdują się witraże, środkowy pochodzi z 1925 roku. Został on wykonany przez krakowską pracownię Żeleńskich, boczne zaś wykonała siemianowicka pracownia witraży Fryderyka Romańczyka. Przedstawiają one: białego orła na lancach, złotego orła śląskiego i herb Siemianowic Śląskich.